# 엘리너 마츠라
엘리너 마추라(Eleanor Matsuura, 1983년 7월 16일 ~ )는 잉글랜드의 배우이다.